# Biskupi i arcybiskupi Reims

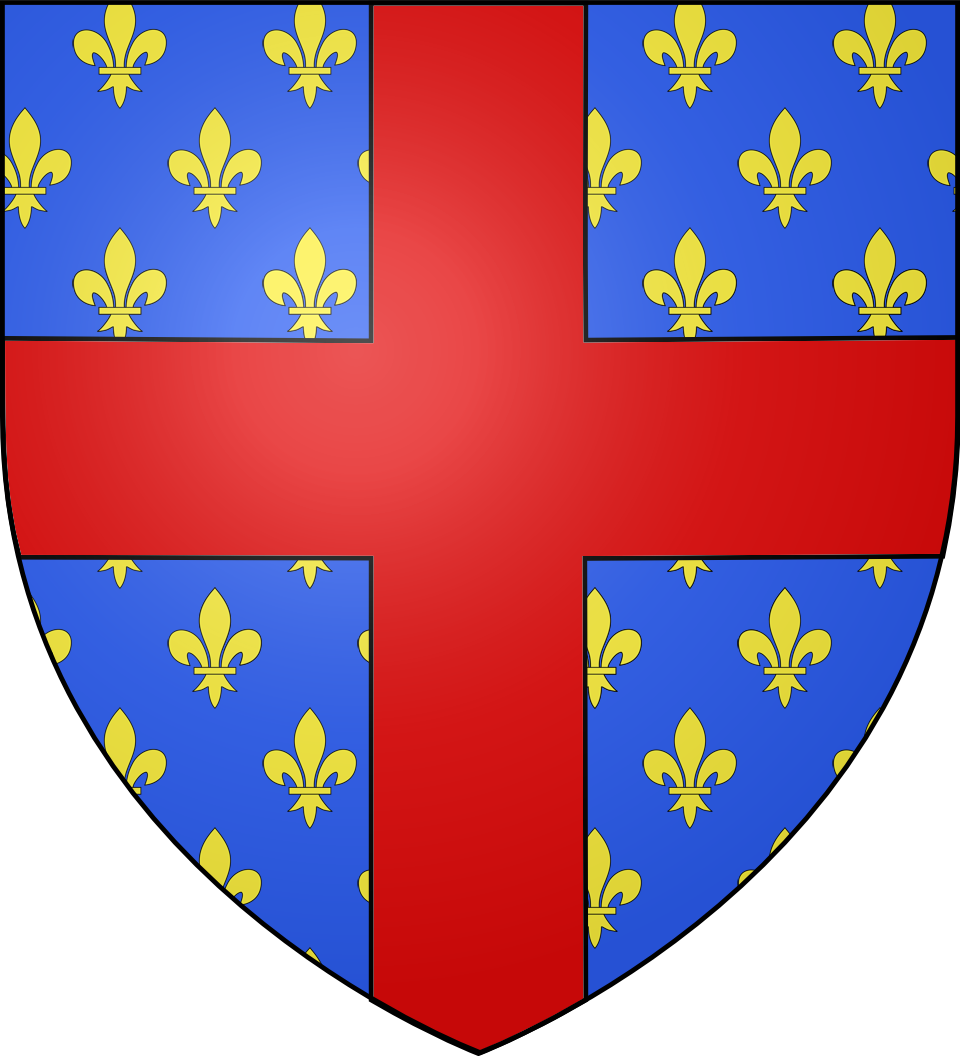
Herb arcybiskupów Reims

## BiskupiReims
- ok. 260: św. Sykstus
- Amantius
- ok. 280: św. Synicjusz
- ok. 290: św. Amance
- przed 300 – ok. 314: Betause
- 328–350: Aprus
- 350–359: św. Maternien
- Domitianus
- 361–390: św. Donacjan
- 390–394: św. Wincenty
- 394–400: św. Sewer
- 400–407: św. Nikazy
- Barucius
- Barnabas
- ??? – 459: Bennage
- 459–533: św. Remigiusz
- Romanus
- ok. 535: Flavius
- ok. 549: Mappinus
- 573–590: Egidius
- 590–613: Romulph
- 613 – ok. 627: Sonacjusz
- Leudigisil
- ok. 630: Angelbert
- Lando
- przed 657–673: św. Niward
- 673 – ok. 689: św. Rieul
- ok. 689–717: św. Rygobert
- 717–744: Milo
- 744–748: Abel

## Arcybiskupi Reims
- 748–795: Turpin
- 812–816: Wulfaire
- 816–835: Ebbo
- 840–841: Ebbo
- 845–882: Hinkmar
- 882–900: Fulko Czcigodny
- 900–922: Hérivé
- 922–925: Seulf
- 925–931: Hugo z Vermandois
- 931–940: Artald
- 940–946: Hugo z Vermandois
- 946–961: Artald
- 962–969: Odelric
- 969–988: Adalberon
- 988–991: Arnulf
- 991–999: Gerbert d'Aurillac
- 999–1021: Arnulf
- 1021–1033: Ebles I de Roucy
- 1033–1055: Gwidon de Roucy
- 1055–1067: Gervais de Château-du-Loir
- 1069–1080: Manasses I
- 1083–1096: Reginald de Le Bellay
- 1096–1106: Manasses II
- 1106–1106: Gervais de Rethel
- 1106–1124: Raoul Zielony
- 1125–1138: Rajmund de Martigné
- 1140–1161: Samson de Mauvoisin
- 1162–1175: Henryk Francuski
- 1176–1202: Wilhelm o Białych Dłoniach
- 1204–1206: Guy Paré
- 1207–1218: Aubrey de Humbert
- 1219–1226: Guillaume de Joinville
- 1227–1240: Henryk de Dreux
- 1244–1249: Yves de Saint-Martin
- 1249–1262: Tomasz de Beaumes
- 1266–1270: Jan de Courtenay-Champignelles
- 1273–1298: Pierre Barbet
- 1299–1323: Robert de Courtenay-Champignelles
- 1324–1334: Guillaume de Trie
- 1335–1351: Jean de Vienne
- 1351–1352: Hugon d'Arcy
- 1352–1355: Humbert de la Tour-du-Pin
- 1355–1373: Jean de Craon
- 1374–1375: Louis Thesart
- 1375–1389: Richard Picque
- 1389–1390: Ferry Cassinel
- 1391–1409: Guy de Roye
- 1409–1423: Simon de Cramaud
- 1423–1423: Pierre Trousseau
- 1423–1443: Renaud de Chartres
- 1445–1457: Jacques de Jouvenel des Ursins
- 1459–1473: Jean de Jouvenel des Ursins
- 1474–1493: Pierre de Montfort-Laval
- 1493–1497: Robert Briçonnet
- 1497–1507: Guillaume Briçonnet
- 1507–1508: Carlo Domenico del Carretto
- 1508–1532: Robert de Lénoncourt
- 1533–1538: Jan Lotaryński
- 1538–1574: Charles de Guise
- 1574–1588: Ludwik II de Guise
- 1588–1594: Nicolas de Pellevé
- 1594–1605: Philippe du Bec
- 1605–1621: Ludwik III de Guise
- 1622–1629: Guillaume de Gifford
- 1629–1641: Henryk II de Guise
- 1641–1651: Léonore d'Estampes de Valençay
- 1651–1657: Henryk II de Savoie-Nemours
- 1657–1671: Antoine Barberini
- 1671–1710: Charles-Maurice Le Tellier
- 1710–1721: François de Mailly
- 1722–1762: Armand Jules de Rohan-Guémené
- 1763–1777: Charles Antoine de La Roche-Aymon
- 1777–1816: Alexandre Angélique de Talleyrand-Périgord
- 1817–1824: Jean Charles de Coucy
- 1824–1839: Jean-Baptiste de Latil
- 1840–1866: Thomas Gousset
- 1867–1874: Jean-François Landriot
- 1874–1905: Benoît-Marie Langénieux
- 1906–1930: Louis-Henri Luçon
- 1930–1940: Emmanuel-Celestin Suhard
- 1940–1960: Louis-Augustin Marmottin
- 1960–1968: François Marty
- 1968–1972: Jean-Marie Maury
- 1973–1988: Jacques Ménager
- 1988–1995: Jean Balland
- 1995–1998: Gérard Defois
- 1999–2018: Thierry Jordan
- od 2018: Éric de Moulins-Beaufort